# Bodenkriechen
Bodenkriechen ist eine langsame Abwärtsbewegung eines Hügel- oder Berghanges ohne Ausbildung von Abrissformen. Entscheidend dafür ist der kontinuierliche Ablauf der Bewegung. Bodenkriechen entsteht in Lockermaterial durch Ausdehnung und Zusammenziehen des Materials durch Frostwechsel (Regelationsfließen) und das Quellen und Schrumpfen von tonhaltigem Material, oder in weichen, verformbaren Gesteinen durch die Last überlagernder Gesteinsschichten (kontinuierliches Kriechen, engl. continuous creep). In der Bedeutung untergeordnet wegen der nur sehr geringen Fortbewegungsraten kann Bodenkriechen auch durch Verlagerung infolge des Einschlags von Regentropfen entstehen (Splash-Kriechen) oder auf die Bildung von Kammeis zurückgehen.

## Überblick
Die Vorgänge des Bodenkriechens gehen auf verschiedene Ursachen zurück, im Gegensatz zu Solifluktion jedoch nicht auf das Fließen infolge Wassersättigung. Die Versatzdenudation entsteht durch Verlagerung von Material auf geneigter Oberfläche, etwa Berghängen, bei der Ausdehnung und Schrumpfung von Lockermaterial oder Anhebung durch Eisbildung. Kontinuierliches Kriechen wird durch die Verformung von weichen Gesteinen unter Auflast verursacht, und Splash-Kriechen durch den Einschlag von Regentropfen.
Im Gegensatz zur Denudation durch Rutschen oder Gleiten findet das Bodenkriechen nicht an einer bestimmten Gleitfläche statt. Somit ist die hangabwärts gerichtete Materialverlagerung nicht an jedem Punkt der Gleitmasse gleich; die Versatzbeträge sind in der Regel an der Oberfläche am höchsten, in der Nähe der Ausgangsoberfläche am geringsten. Es handelt sich um eine bruchlose, plastische Verformung.
Bodenkriechen ist zuerst am Sichelwuchs von Bäumen und am Hakenschlagen von Gesteinsschichten erkennbar, teilweise auch an Sackungen am unteren Hang, an Plaiken und vermehrter Erosion bei Starkregen. Die Kriechgeschwindigkeit liegt in der Größenordnung von ein bis zwei Zentimeter im Jahr, kann jedoch deutlich geringer sein.

## Versatzdenudation

Prinzip der Versatzdenudation

Die Versatzdenudation hat eine hangabwärts gerichtete Bewegung zur Folge, indem die Bodenpartikel hangabwärts versetzt werden (daher der Begriff). Im Fall der Versatzdenudation durch Ausdehnung und Zusammenziehen dehnt das Bodenmaterial sich senkrecht zum Hang aus und zieht sich später wieder zusammen. Allerdings erfolgt die Umkehr der Bewegung nicht mehr senkrecht zum Hang, sondern der Schwerkraft folgend senkrecht nach unten, im Ergebnis also schräg hangabwärts.
Diese gerichtete Bewegung ist von folgenden Faktoren abhängig:
- dem Betrag der Volumenvergrößerung,
- der Hangneigung – je größer sie ist, desto größer sind die Bewegungsbeträge,
- und der Häufigkeit der Expansions- bzw. Kontraktionszyklen bzw. der Niederschlagsereignisse.

Der Betrag der Hangabwärtsbewegung ist an der Oberfläche am größten und nimmt bis zur Basis des gefrierenden und auftauenden Bodens ab. Dies hängt damit zusammen, dass die Ausdehnung des Bodens sich von unten nach oben aufsummiert, so dass die obersten Bodenteilchen am weitesten aus ihrer ursprünglichen Lage gehoben und somit beim Absinken auch am weitesten hangabwärts versetzt werden.

### Bodenkriechen durch Frostwechsel
Bodenkriechen bei Frostwechsel (Regelationsfließen, abgeleitet von Regelation) entsteht durch das Gefrieren von Bodenwasser und die dadurch verursachte Volumenvergrößerung (Eis hat ein größeres Volumen als Wasser). Es tritt auf in Frostwechsel-Klimaten und bei ausreichend feuchten Böden. Die Ausdehnung des Lockermaterials ist nur nach oben möglich und entspricht der Volumenänderung des in den Bodenporen vorhandenen Wassers. Dieser Vorgang ist in gemäßigten Breiten die Art des Bodenkriechens mit den größten Bewegungsbeträgen.

### Bodenkriechen durch Quellung und Schrumpfung
Das Bodenkriechen durch Quellung und Schrumpfung geht ebenso wie beim Regelationsfließen auf abwechselnde Ausdehnung und Schrumpfung zurück. Die Volumenvergrößerung entsteht in diesem Fall durch Wasseraufnahme und -abgabe hydrophiler, quellfähiger Tonminerale (insbesondere Montmorillonite). Quellfähige Tonminerale sind Schichtsilikate, die die Fähigkeit besitzen, Wasser in ihr Kristallgitter einzulagern und wieder abzugeben. Dieser Vorgang ist mit Volumenvergrößerung und -verminderung verbunden. Bei abwechselnder Austrocknung und Durchfeuchtung ist ähnlich wie beim Regelationsfließen ein hangabwärts gerichteter Versatz die Folge. Da das Absinken der Bodenteilchen beim Austrocknen infolge des Zusammenhalts (Kohäsion) des tonreichen Bodenmaterials nicht alleine der Schwerkraft folgend senkrecht nach unten gerichtet ist, sondern immer einen aufwärts gerichteten Anteil senkrecht zum Hang enthält, ist der Versatzbetrag geringer als im Fall des Regelationsfließens.

### Bodenkriechen durch Niederschlag
Gänzlich anderer Art ist die Versatzdenudation durch Niederschlag. Bei Starkregen werden Bodenpartikel durch den Aufschlag von Regentropfen nach allen Seiten weggeschleudert. Geschieht dies auf geneigten Flächen, so ist die Flugbahn der Bodenteilchen hangabwärts am größten, so dass eine insgesamt hangabwärts gerichtete Bewegung der obersten Bodenteilchen entsteht. Dieser Vorgang tritt vor allem bei feinem Bodenmaterial mit geringer Korngröße auf (Sand, Schluff, Ton). Bei randlichem Auftreffen großer Regentropfen können auch grobe Bodenteilchen bis hin zum Kies in Bewegung geraten. Die Stärke des Einschlags reicht in ihrem Fall zwar nicht aus, den Kies durch die Luft zu schleudern, eine geringe Verlagerung vom Ort des Einschlags weg findet jedoch statt. Geschieht dies auf geneigter Fläche, entsteht auch in diesem Fall eine hangabwärts gerichtete Bewegung.

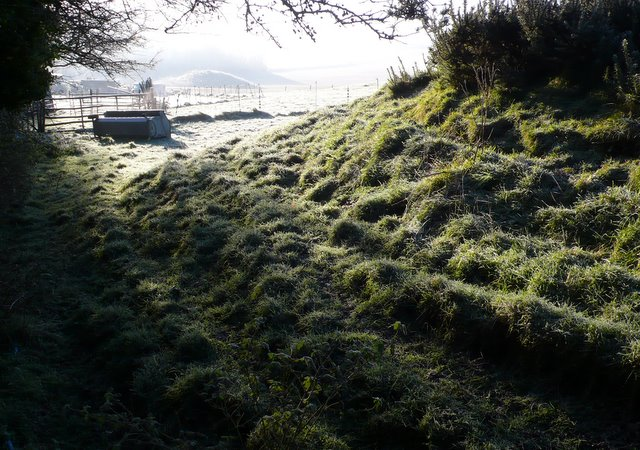
Bodenkriechen durch Hufbelastung, ausgelöst von weidenden Schafen bei Kingston Russell, England

### Bodenkriechen durch Hufbelastung
Die wechselnd wiederkehrende Hufbelastung durch Weidetiere kann ebenfalls Bodenkriechen auslösen.

### Bodenkriechen durch Kammeis
Bei der Entstehung von Kammeis infolge der Sublimation von Wasser in den obersten Bodenschichten werden die obersten Bodenteilchen durch die kammartig wachsenden Eisnadeln angehoben. Beim Auftauen des Eises sinken die Bodenpartikel senkrecht nach unten oder die Nadeln fallen hangabwärts um, es entsteht eine hangabwärts gerichtete Bewegung. Da sich dieser Vorgang auf die obersten Bodenschichten beschränkt, sind die Beträge dieser Bewegung nur gering. Das Bodenkriechen durch Kammeis lockert jedoch diese Bodenschicht stark auf, so dass andere Abtragungsprozesse wie Abspülung und Auswehung leichter angreifen können.

## Kontinuierliches Kriechen
Falls weiche, verformbare Gesteinsschichten durch überlagernde Gesteins- oder Bodenschichten stark belastet werden, kann sich der Hang durch die Verformung des Materials in Bewegung setzen. Diese Bewegung verläuft sehr langsam und hängt davon ab, ob das Material einen hohen Tongehalt besitzt, und dem Grad der Durchfeuchtung. Weiterhin spielen die Steilheit des Hangs wie auch die Größe der Auflast eine wesentliche Rolle dabei, ob der Prozess in Gang gerät. In vielen Fällen führt das Andauern des kontinuierlichen Kriechens zum Verlust der Festigkeit der überlagernden Schichten und somit zur Entstehung von Felsstürzen, Erdrutschen und Slumps.